# Воронье (озеро, Подпорожский район)
Воронье — пресноводное озеро на территории Подпорожского городского поселения Подпорожского района Ленинградской области.

## Общие сведения
Площадь озера — 0,5 км², площадь водосборного бассейна — 51,7 км². Располагается на высоте 52,4 метров над уровнем моря.
Форма озера лопастная, продолговатая: оно почти на два километра вытянуто с северо-запада на юго-восток. Берега каменисто-песчаные, преимущественно возвышенные.
С запада в Воронье впадает река Илакса, несущая воды озёр Конецкого и Берецкого. С северо-запада из Вороньего вытекает река Киселёвка, впадающая с левого берега в реку Свирь.
Населённые пункты вблизи водоёма отсутствуют.
Код объекта в государственном водном реестре — 01040100711102000015150.